# Cuca (ur. 1963)
Cuca, właśc. Alexi Stival Beludo (ur. 7 czerwca 1963 w Kurytybie) – piłkarz brazylijski, występujący podczas kariery na pozycji pomocnika.

## Kariera klubowa
Cuca karierę piłkarską rozpoczął w klubie Pinheiros Kurytyba na początku lat 80. Przełomem w jego karierze był transfer do Grêmio Porto Alegre. W Grêmio 20 września 1987 w zremisowanym 0-0 meczu z Cruzeiro EC Cuca zadebiutował w lidze brazylijskiej. Z Grêmio zdobył Copa do Brasil i mistrzostwo stanu Rio Grande do Sul – Campeonato Gaúcho w 1989 roku. Wiosną 1990 jedyny raz w karierze występował w Europie w hiszpańskim Realu Valladollid.
Po powrocie do Brazylii Cuca ponownie został zawodnikiem Grêmio, z którym zdobył kolejne mistrzostwo stanu. W kolejnych latach był zawodnikiem SC Internacional, SE Palmeiras, Santosu FC, Portuguesy São Paulo, Remo Belém, EC Juventude i Coritibie. W Coritibie 4 września 1996 przegranym 1-4 meczu z Botafogo FR Cuca po raz ostatni wystąpił w lidze. Było to nieudane pożegnanie z ligą, gdyż został wyrzucony z boiska. Ogółem w latach 1987–1996 w lidze brazylijskiej wystąpił w 104 meczach, w których strzelił 27 bramek. Karierę zakończył w 1996 roku w Chapecoense Chapecó.

## Kariera reprezentacyjna
Cuca w reprezentacji Brazylii jedyny raz wystąpił 27 lutego 1991 w zremisowanym 1-1 towarzyskim meczu z reprezentacją Paragwaju.

## Kariera trenerska
Po zakończeniu kariery Cuca został trenerem. Karierę trenerską rozpoczął w 1998 w Uberlândii. Potem kolejno prowadził Avaí FC, Brasil Pelotas i ponownie Avaí FC. W Avaí 22 marca 2000 w zremisowanym 1-1 meczu z SER Caxias w Copa do Brasil Cuca zadebiutował w roli na arenie ogólnokrajowej. W I lidze brazylijskiej zadebiutował w roli trenera 30 marca 2003 w Paranie w zremisowanym 2-2 meczu z Santosem FC. W kolejnych latach był trenerem São Paulo FC, Grêmio Porto Alegre, CR Flamengo, Coritibie, São Caetano i Botafogo FR. Z Botafogo dwukrotnie doprowadził do wicemistrzostwa stanu Rio de Janeiro – Campeonato Carioca w 2007 i 2008 roku.
Potem miał krótkie epizody Santosie FC, Fluminense FC i CR Flamengo. Z Flamengo zdobył mistrzostwo stanu Rio de Janeiro i mistrzostwo Brazylii 2009, choć został zwolniony w trakcie sezonu. 30 sierpnia 2009 został po raz drugi trenerem ostatniego wówczas lidze Fluminense FC. Mimo iluzorycznych szans Cuca uratował Flu w lidze, remisując w ostatnim meczu z Coritibą, która kosztem Fluminense spadła z ligi. Mimo fatalnej postawy w lidze Flu dotarło do finału Copa Sudamericana 2009, gdzie uległo ekwadorskiemu LDU Quito. Po zajęciu czwartego miejsca w lidze stanowej, Cuca został zwolniony z Fluminense 19 kwietnia 2010. 8 czerwca 2010 został trenerem Cruzeiro EC. Z Cruzeiro zdobył wicemistrzostwo Brazylii 2010, okazując się gorszym od swojego byłego klubu - Fluminense. W 2011 zdobył z Cruzeiro mistrzostwo stanu Minas Gerais – Campeonato Mineiro. Fatalny początek Cruzeiro w lidze brazylijskiej spowodował, że Cuca został zwolniony w czerwcu 2011. 8 sierpnia 2011 Cuca powrócił do Belo Horizonte, gdzie został trenerem broniącego się przed spadkiem Clube Atlético Mineiro zastępując Dorivala Júniora.